# نيكولا يوردانوف
نيكولا يوردانوف (بالبلغارية: Никола Йорданов)‏ (23 أكتوبر 1938 بروسه في بلغاريا - 31 يوليو 1991 بروسه في بلغاريا) هو لاعب كرة قدم بلغاري في مركز الهجوم. شارك مع منتخب بلغاريا لكرة القدم. أما مع النوادي، فقد لعب مع نادي سبارتاك بليفين وFC Dunav Ruse ‏.